# ساندریگو
ساندریگو (به ایتالیایی: Sandrigo) یک کومونه در ایتالیا است که در استان ویچنزا واقع شده‌است. ساندریگو ۲۷ کیلومتر مربع مساحت و ۸٬۵۶۵ نفر جمعیت دارد و ۶۴ متر بالاتر از سطح دریا واقع شده‌است.

## خواهرخوانده
شهر روست (نروژ) خواهرخواندهٔ ساندریگو هست.